# Libagon, Nam Leyte

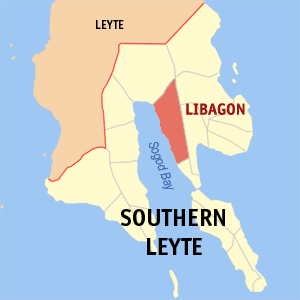
Bản đồ Southern Leyte với vị trí của Libagon

Libagon là một đô thị hạng 4 ở tỉnh Nam Leyte, Philippines.
Theo thông tin điều tra dân số năm 2007 của Philipin, đô thị này có dân số 14.238.

## Các đơn vị hành chính
Libagon được chia thành 14 barangay.
- Biasong
- Bogasong
- Cawayan
- Gakat
- Jubas
- Magkasag
- Mayuga
- Nahaong
- Nahulid
- Otikon
- Pangi
- Punta
- Talisay
- Tigbao